# The Pick of Destiny
Albums de Tenacious D
Tenacious D
(2001) Rize of the Fenix
(2012)
The Pick of Destiny est le deuxième album studio du groupe de rock humoristique Tenacious D. Il est sorti le 14 novembre 2006.
En octobre 2003, Jack Black annonce le tournage de Tenacious D et le médiator du destin — un portrait fictif de la formation du groupe. Le film est initialement écrit et réalisé par Working Title Films mais Jack Black et Kyle Gass, n’étant pas satisfaits du résultat, choisissent finalement d’en assurer eux-mêmes la production. Le film devait être tourné à la fin de l’année 2003 mais fut repoussé en raison de l’engagement de Black dans le remake de King Kong de Peter Jackson. Le groupe enregistra la bande originale du film qui devint leur second album studio. Le guitariste John Konesky et le bassiste John Spiker du groupe Trainwreck (autre groupe de Gass) participèrent à l’enregistrement tandis que Dave Grohl reprit son rôle à la batterie. Ce dernier apparaît également dans le film dans lequel il joue le rôle de Satan et interprète la chanson Beelzeboss (The Final Showdown).

## Liste des titres
| 1.    | Kickapoo (Feat. Ronnie James Dio et Meat Loaf) |                                                                                   | 4:14 |
| 2.    | Classico                                       | Johann Sebastian Bach, Ludwig van Beethoven, Black, Gass, Wolfgang Amadeus Mozart | 0:58 |
| 3.    | Baby                                           | Black, Gass                                                                       | 1:36 |
| 4.    | Destiny                                        | Black, Gass                                                                       | 0:37 |
| 5.    | History                                        | Black, Gass                                                                       | 1:42 |
| 6.    | The Government Totally Sucks                   | Black, Gass                                                                       | 1:34 |
| 7.    | Master Exploder                                | Black, Gass                                                                       | 2:24 |
| 8.    | The Divide                                     | Black, Gass                                                                       | 0:22 |
| 9.    | Papagenu (He's My Sassafrass)                  | Black, Gass, John King                                                            | 2:24 |
| 10.   | Dude (I Totally Miss You)                      | Black, Gass                                                                       | 2:53 |
| 11.   | Break-In City (Storm the Gate!)                | Black, Gass, King, Lynch                                                          | 1:22 |
| 12.   | Car Chase City                                 | Black, Gass, King, John Konesky, John Spiker                                      | 2:42 |
| 13.   | Beelzeboss (The Final Showdown)                | Black, Gass, Dave Grohl, Lynch                                                    | 5:35 |
| 14.   | POD                                            | Black, Gass                                                                       | 2:32 |
| 15.   | The Metal                                      | Black, Gass, Konesky                                                              | 2:45 |
| 33:40 |                                                |                                                                                   |      |

## Réception
À l’inverse du film Tenacious D et le médiator du destin, la bande originale remporta un franc succès en se plaçant à la huitième position du Billboard 200 aux États-Unis et dixième dans les charts anglais. Les critiques sont pourtant défavorables et moins enthousiastes que pour le premier album. Rolling Stone reproche le fait que l’album fasse trop souvent appel à la connaissance du film et que certaines chansons n’aient pour objectif que de faire avancer le scénario de ce dernier. Il conclut en disant que l’album est inférieur à ce qu’a fait le groupe par le passé. AllMusic décrit l’album comme étant moins « satisfaisant » que le premier, précisant que les chansons donnent une impression de « remplissage narratif ». Blender critique également cet aspect « scénarisé ». The Guardian a un point de vue plus positif en voyant l’album comme un concentré de « riffs old school » et d’« humour d’écoliers »[réf. souhaitée].